# パーフルオロヘプタン
パーフルオロヘプタン (Perfluoroheptane)とは、示性式がC7F16と表される有機化合物。ヘキサデカフルオロヘプタンとも呼ばれる。